# La Roda de Andalucía
La Roda de Andalucía es un municipio y localidad española de la provincia de Sevilla, en la comunidad autónoma de Andalucía. El término municipal tiene una población de 4180 habitantes (INE 2024).

## Geografía
Integrado en la comarca Sierra Sur de Sevilla, se sitúa a 123 kilómetros de la capital provincial. El término municipal está atravesado por la autovía A-92, entre los pK 118 y 127, por la carretera autonómica A-365, que se dirige hacia sierra de Yeguas, y por carreteras locales que permiten la comunicación con Casariche, Badolatosa, Alameda, Estepa y Pedrera. 
| Noroeste: Estepa                    | Norte: Casariche                                           | Nordeste: Alameda (Málaga)                    |
| Oeste: Pedrera                      |                                                            | Este: Alameda (Málaga) y Humilladero (Málaga) |
| Suroeste: Sierra de Yeguas (Málaga) | Sur: Sierra de Yeguas (Málaga) y Fuente de Piedra (Málaga) | Sureste: Fuente de Piedra (Málaga)            |

El relieve del municipio es variado, definido por zonas alomadas, llanuras y sierras, en la transición entre la campiña del Guadalquivir y las Sierras Subbéticas. La hidrología del territorio la forman el río de las Yeguas, que vertebra el término de sur a norte, y el arroyo Salinoso, que proviene de la zona suroeste. A éstos se suman una infinidad de arroyos de carácter estacional y torrencial que vierten según la época del año. La altitud oscila entre los 494 metros al sur (cerro Piel de Capa) y los 340 metros a orillas del río de las Yeguas. El pueblo se alza a 402 metros sobre el nivel del mar. 

## Clima
Su clima es mediterráneo de interior con rasgos continentales (contraste estacional de veranos e inviernos) y en ocasiones de connotaciones atlánticas en época de lluvias. Las valores medios de las lluvias son de 500 a 600 l/m² al año y la temperatura media anual alcanza los 16.5 °C. El mes más frío es enero con -3 °C y el máximo absoluto es agosto con 43 °C.
Pasan por el territorio el río Yeguas (afluente del Genil), que vertebra el término de sur a norte y divide igualmente en dos al casco urbano, y el río Salinoso, que proviene de la zona suroeste. A estos se suman una infinidad de arroyos de carácter estacional y torrencial que vierten según la época del año. Además, cuenta en su término municipal con una serie de pequeñas lagunas perecederas formadas sobre antiguas canteras, la laguna del Tejar.

## Historia

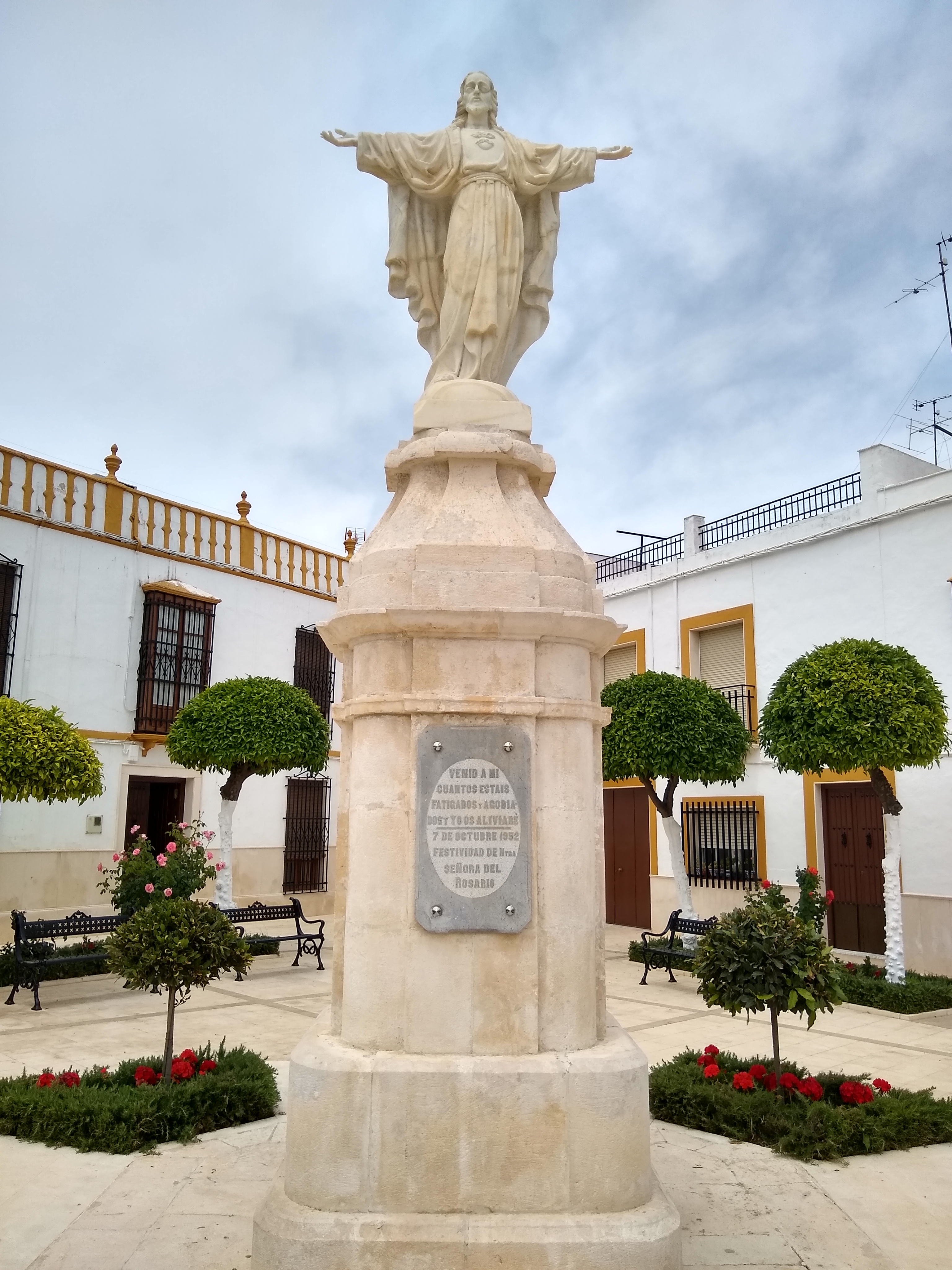
Monumento al Sagrado Corazón de Jesús.

Unos historiadores fijan su origen con el nombre celtíbero de Uragao, posteriormente en la época romana el historiador Madoz la cita como Carruca, donde se han hallado arietes y utensilios de la guerra civil entre los generales Julio César y Pompeyo (Batalla de Munda, siglo I a. C.).
Durante el dominio musulmán fue denominada, Robda (aduana). Con la reconquista cristiana de Fernando III El Santo, se convierte en localidad fronteriza con el Reino nazarí de Granada hasta tiempo del los Reyes Católicos. La Roda, como toda la comarca de Estepa, pasará tras la reconquista a los dominios de la Orden de Santiago. 
En 1559 Felipe II instaura el Marquesado de Estepa, a la cual pertenecerá la localidad hasta principios del siglo XIX. Es en este siglo cuando sufre un cambio significativo con la llegada del ferrocarril (líneas Córdoba-Málaga  y La Roda-Utrera). Desde 1916 se denomina a La Roda "de Andalucía", debido a las frecuentes Rodas existentes en España.
Hasta la reforma de la nomenclatura municipal de 1916 el municipio se llamaba simplemente La Roda. En dicha fecha su nombre fue modificado por el de La Roda de Andalucía.

## Patrimonio

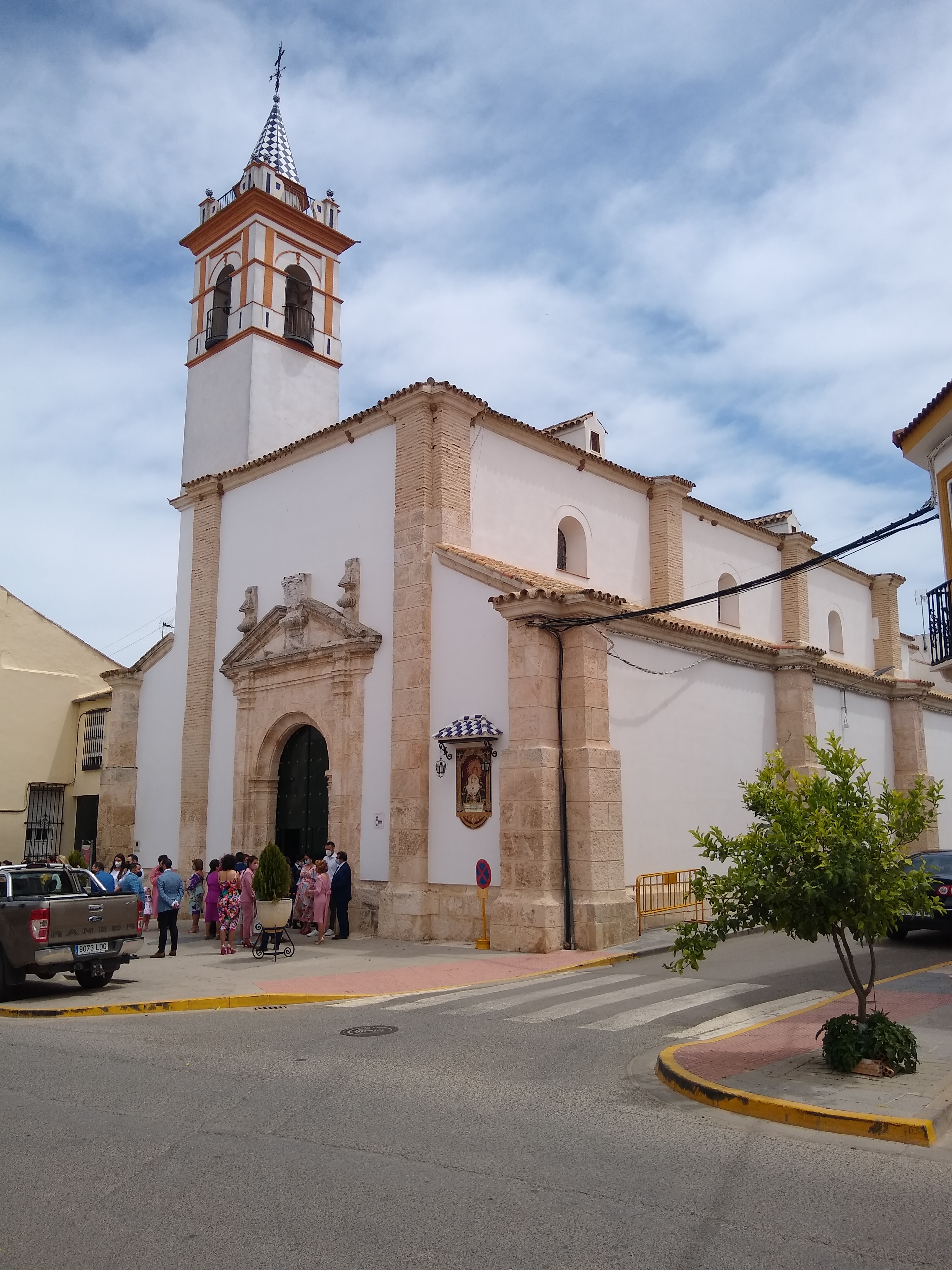
Iglesia de Santa Ana.

- Iglesia parroquial de Santa Ana, fue construida a principios del siglo XVII. En ella se veneran las imágenes de Jesús Nazareno y Virgen de la Esperanza, cuya hermandad se fundó en 1654, además de la Virgen de los Llanos, patrona del pueblo junto a las demás imágenes que se muestra dentro del monumento como son el Cristo del Perdón y nuestra señora de la Mediación y las imágenes de la hermandad del Santo entierro de Cristo y María Santísima de los Dolores Coronada.
- Capilla de las Esclavas.
- Ermita de la Virgen de los Llanos.
- Puente romano sobre el río Salinoso.
- Numerosos hallazgos romanos, bizantinos y árabes. Entre ellos se encuentran algunas armas de combate y de asedio de la batalla de Munda (guerra Civil romana), que tuvo lugar en los términos de la localidad.
- Existe la leyenda de que en el término municipal de La Roda de Andalucía se oculta la antigua ciudad romana de Munda.

## Demografía
Cuenta con una población de 4180 habitantes (INE 2024).
| Gráfica de evolución demográfica de La Roda de Andalucía entre 1842 y 2021 |
| |
| Población de derecho según los censos de población del INE Población de hecho según los censos de población del INEEn estos censos se denominaba La Roda: 1842, 1857, 1860, 1877, 1887, 1897, 1900 y 1910 |

| 4175                      | 4194 | 4194 | 4193 | 4206 | 4245 | 4214 | 4260 | 4322 | 4631 |
| (Fuente: INE [Consultar]) |      |      |      |      |      |      |      |      |      |

## Economía

### Evolución de la deuda viva municipal
| Gráfica de evolución de Deuda viva del Ayuntamiento de Roda de Andalucía (La) entre 2008 y 2019                                |
| |
| Deuda viva del Ayuntamiento de Roda de Andalucía (La) en miles de Euros según datos del Ministerio de Hacienda y Ad. Públicas. |

## Administración
| Partidos políticos en el Ayuntamiento de La Roda de Andalucía                    |         |            |
| Partido político                                                                 | % votos | Concejales |
| Partido Socialista Obrero Español (PSOE-A)                                       | 36,43%  | 4          |
| Adelante Andalucía (Podemos, IU-LV , Izquierda Andalucista y Primavera Andaluza) | 29,93%  | 4          |
| Partido Popular (PP)                                                             | 27,25%  | 3          |
| Ciudadanos                                                                       | 6,04%   | 0          |

## Fiestas y eventos
- Semana Santa. Es la principal fiesta del pueblo. Existen tres hermandades: la del Santísimo Cristo del Perdón, la de Nuestro Padre Jesús Nazareno y la de María Santísima de los Dolores Coronada. Existiendo una fuerte rivalidad en las dos últimas debido a la importancia de los titulares de las dos hermandades. La de nuestro padre Jesús Nazareno por un lado y la de nuestra señora de los Dolores Coronada. La del Cristo se creó en la década de los 40 del pasado siglo XX y estaba vinculada a la Renfe (de hecho se llamaba Pontificia y Fervorosa Hermandad Ferroviaria). La sana rivalidad de las otras dos cofradías ha provocado que esta celebración consiga un gran esplendor y se haya considerado Fiesta de Interés Turístico. La imagen de Ntro. Pdre Jesús Nazareno, es reconocida como la imagen con más valor e importante del pueblo, debido a sus miles de devotos y hermanos, no en vano la imagen de nuestra señora de los Dolores se le reconoció a través de su Coronación Canónica, que se produjo el día 15 de septiembre de 1991, se le reconoció el amor y la devoción ante la imagen de la Virgen Dolorosa. La Hermandad Ferroviaria del Santísimo Cristo del Perdón y Nuestra Señora de la Mediación realiza su estación de penitencia en la tarde del Jueves Santo generalmente empieza su recorrido a las 6 de la tarde, cabe destacar que el paso del Santísimo cristo es llevado por costaleras, esta Hermandad termina su recorrido a las 12 de la noche. Existe un Grupo Joven que en el año 2016 cumple su V Aniversario de Re-Fundación. También cabe destacar que está hermanada con la Hermandad de la Mediadora de la Salvación, de Málaga, con la que el Viernes de Dolores acompañan representantes de esta Hermandad en su procesión , al igual, que ellos acompañan a la Hermandad de Nuestro Pueblo el Jueves Santo. Fundada en 1949, por los Padres Redentoristas y el gremio ferroviario, es la única cofradía vinculada a un gremio y con barrio propio. En enero de 2021 la titular Mariana fue coronada litúrgicamente por el director Espiritual, siendo padrinos del acto el Ilmo. Colegio Oficial de Médicos de Sevilla, la Policía Local, Guardia Civil y el Excmo. Ayuntamiento de La Roda de Andalucía por su labor durante la pandemia. En marzo del mismo año ha sido galardonada y reconocida la labor de la Hermandad durante el estado de alarma por parte del Excmo. Ayuntamiento de La Roda de Andalucía. La hermandad del Nuestro Padre Jesús Nazareno y Ntra. Sra. de la Esperanza tiene más de 350 años de existencia. La imagen de Ntro. Padre Jesús Nazareno es del imaginero Andrés Carvajal, la de la Virgen, de José San Juan. Esta Hermandad realiza su estación de penitencia el Viernes Santo, aunque también procesiona solo el señor de la Roda la madrugada del Miércoles Santo, con las manos maniatadas, en procesión de silencio, solo con un tambor renqueante. La estación de penitencia del Viernes Santo, comienza a las 4 de la tarde. El palio de la Virgen de la Esperanza sale desde su casa Hermandad, debido a las dimensiones del palio. En el recorrido tiene un duración de 8 horas. Cabe destacar la emocionante salida tanto del señor, como la de la Virgen, por la lluvia de pétalos realiza por el Grupo Joven de la Hermandad. También resalta los 2 puntos de encuentro entre los dos pasos de esta hermandad, uno de ellos se produce en el conocido barrio de las "Erillas", el otro, en la calle Sevilla, donde el palio de la Virgen de la Esperanza realiza la tradicional "carrera". El paso de misterio es acompañado por la banda propia de la Hermandad ( Agrupación Musical Ntro. Padre Jesús Nazareno), que en el año 2010 celebró su 25 ANIVERSARIO, donde estrenaron galas nuevas. El paso de palio es acompañado musicalmente por la "Filarmónica de Pilas" desde el año 2013. La hermandad del Santo Entierro de Cristo y María Santísima de los Dolores Coronada según algunos escritos la hermandad pionera del pueblo en la que destaca la imagen del Santo Entierro de Cristo obra del escultor local Antonio Castillo Jarén, mientras que la imagen de Nuestra Señora de los Dolores Coronada fue obra del también escultor Antonio Castillo Lastrucci, esta virgen destaca de las demás del pueblo en sentido de que lleva las manos entre cruzadas, esta hermandad empieza su recorrido a las 6 de la tarde del Sábado Santo el paso del misterio está acompañado de la banda de la Presentación al Pueblo de Dos Hermanas (Sevilla), mientras que el palio está acompañado por la banda del Carmen de Salteras desde 1987. Cabe destacar que la Virgen de los Dolores de la Roda se Coronó Canónicamente el 15 de septiembre de 1991. El recorrido de esta hermandad finaliza a las 12 de la noche y con ello pone el punto final a la Semana Santa de la Roda
- Fiestas de las Cruces de Mayo en barrios (primeros de mayo).
- Verbena y Romería en honor de San Pancracio (mayo).
- Feria Real de San Pedro (junio).
- Verbena de El Emigrante (primera semana de agosto).
- Fiestas patronales en honor de la Virgen de Los Llanos (8 de septiembre). Triduo en honor a la Santísima Virgen Los Llanos los días 5, 6 y 7 de septiembre. El día 7 ofrenda de flores a la Santísima Virgen. Día 8 Procesión de Gloria por las calles del pueblo. Día 9 Misa en honor a los Hermanos y Devotos Difuntos de la Hermandad
- Los días 9, 10 y 11 de julio de 2015 tuvo lugar en la localidad la primera edición del Festival de Música "Acordes del Rock", que se presenta como una de los grandes festivales del futuro en Andalucía.

## Ciudades hermanadas
- Castel Madama, Italia